# Tsutomu Ōshima
Tsutomu Ohshima est un karatéka né le 6 août 1930 au Japon, où il passa son enfance.

## Biographie
Très jeune il s'initia au sumo, au kendo puis au judo. De retour au Japon juste avant le début de la 2e guerre mondiale, il découvrit le karaté.
En 1947, il s'inscrivit a la Waseda Karaté Club, et de 1948 à 1953 il étudia directement sous la férule de Gichin Funakoshi. Il a également été influencé par beaucoup de seniors prestigieux tel que Shigeru Egami et Hiroshi Noguchi.
En 1952, Ohshima devint le capitaine du club de karaté de l'université Waseda et cette même année, lors du passage de grade national, maître Funakoshi lui décerna personnellement son rang de sandan, ce qui fit de lui le plus jeune 3e dan de son époque. Maître Funakoshi lui décerna le 5e dan (le plus haut grade) juste avant de mourir en 1957. Pour cette raison dans son école il conservera le 5e dan comme grade maximum atteignable, et a toujours refusé les grades honorifiques par respect pour son maître.
Il fut un des précurseurs du karaté en occident. En Amérique il fonda la SKA (Shotokan Karate of America) en 1956 et en France la FSK (France Shotokan) en 1964.
Lors d'un désaccord public, une scission se produisit avec la JKA (Japan Karate Association) qui fut brutale, plusieurs anciens dont Obata, Ohshima et Egami (qui lui finira par créer son propre style le Shotokaï) étaient écœurés par la dérive sportive et commerciale que prenait l'organisation officielle. Pour cela ils s'en désolidarisèrent totalement.
L'enseignement du karaté par maître Ohshima est très proche du shotokan des origines, celui de son fondateur Gichin Funakoshi. (n'ayant pas ou peu conservé les apports de son fils Yoshitaka Funakoshi). Malgré un entraînement dur et rigoureux il peut être pratiqué toute la vie sans problème de santé, notamment grâce aux postures naturelles qui ont été conservées (kiba-dachi avec genoux au niveau des pieds, oï-tsuki avec buste au 3/4 qui économise les lombaires et les épaules). Il conserve également la pratique des stages spéciaux (il fit son premier stage spécial en 1948 sur l'île de Sado comme ceinture blanche) un stage très intensif avec entre autres kiba-dachi d'une heure et demie, 1000 kihon dans l'obscurité et kumité non-stop pendant plus d'une heure.